# 李佳其
李佳其（1978年6月10日—），台灣廚師，出生於嘉義縣中埔鄉。曾參加2010年新加坡新加坡國際廚藝挑戰賽（英語：FHA Culinary Challenge , FCC）個人賽事中獲得二金一銅總責分最高，贏冠軍亞洲最佳廚師獎Best Chef，被封為「亞洲廚神」

## 得獎
- 2008 經濟部商業司  台灣美食創意競賽 金廚獎
- 2009年  Hong Kong International Culinary香港國際美食大 賽現場烹調 中式雞肉 金牌
- 2010年  新加坡 FHA國際烹飪挑戰賽展示開胃菜 銅牌
- 2010年  新加坡 FHA國際烹飪挑戰賽現場烹飪 現代亞洲菜餚 金牌
- 2010年  新加坡 FHA國際烹飪挑戰賽展示亞洲風味菜 金牌
- 2010年  新加坡 FHA Culinary Challenge國際烹飪挑戰賽  三項合併最高分 最佳亞洲廚師獎[3]
- 2011 年 Hong Kong International Culinary  香港國際美食大賽 專業組展示 開胃菜 銀牌
- 2012年 IFK韓國大田國際廚藝競賽  餐廳達人團隊賽 銀牌
- 2012年 IFK韓國大田國際廚藝競賽 1人份5道菜套餐(職業組)展示銅牌 /單項最高分
- 2012年 IKA德國奧林匹克廚藝競賽 前菜冷展示  銅牌
- 2013 年 Hong Kong International Culinary 香港國際美食大賽 專業組展示 主菜  銅牌
- 2015 年 Global Chefs Challenge Asia Semi-final  2nd Runner Up 全球廚師挑戰賽亞洲區半決賽 第三名
- 2017年Global Chefs Challenge Asia Semi-final 2nd Runner Up 第三名及最佳廚師挑戰-銀牌

## 著作
- 《深夜廚房：亞洲廚神の味自慢家庭風料理》
- 《日本料理基礎實務》